# Una grande voglia d'amore
Una grande voglia d'amore è un film erotico italiano del 1994 diretto da Ninì Grassia, che ha curato anche il soggetto, la sceneggiatura e le musiche.
Questo è il primo dei due remake del film Una tenera follia del 1986, diretto dallo stesso regista. Il secondo remake del film è Annaré del 1998, diretto anche questo da Ninì Grassia.

## Trama
In un centro sciistico dell'Appennino (a Campitello Matese) vivono Paolo Antonelli e la sua compagna Daniela, giovane ereditiera. Un giorno arriva nella località la bella Nicole e Paolo si destreggia tra le due donne, finché tutto si viene a scoprire, mentre Wilma, amica di Nicole, se la spassa con Sergio, l'amico di Paolo insidiato da Giulia, nipote della stessa Daniela.

## Produzione
È vietato ai minori di 14 anni: tra i film curati da Ninì Grassia (tra regia e produzione), questo è il settimo film con Saverio Vallone ed il terzo interpretato da Carlo Macaro, affiancati da Giovanna Chicco e Rossana di Pierro, più nota come la pornostar Rossana Doll.

## Distribuzione
Nella versione DVD il titolo è Una grande voglia d'amore (The Desire).